# Wiggle (canción)
«Wiggle» —literalmente en español: «Menearse»— es una canción interpretada por el cantante y compositor estadounidense Jason Derulo, lanzado el 30 de mayo de 2014, como el cuarto sencillo de su tercer álbum de estudio de los Estados Unidos, Talk Dirty. En Europa, la canción fue lanzada como el sexto sencillo de su tercer álbum internacional, Tattoos y el primer sencillo de la edición especial del álbum. La canción cuenta con el rapero estadounidense Snoop Dogg.

## Lista de canciones
1. «Wiggle»
2. «Wiggle» (instrumental)

Descarga digital - remix
1. «Wiggle» (TWRK remix)

## Tabla de posiciones

### Tabla semanal
| Tabla (2014-15)           | Mejor Posición |
| ------------------------- | -------------- |
| Colombia (Monitor Latino) | 18             |